# Ulrik II. Vovbrški
Ulrik II. (III.) Vovbrški   (* v 13. stoletju, † 5. 12. 1308 ) je bil grof iz plemiške rodbine Vovbrških, eden od vodilnih koroških  aristokratov druge polovice 13. stoletja, ki je imel posesti na narodnostnem ozemlju Slovencev.

## Življenje in delo
Ulrik II./III. je bil sin Viljema IV. Vovbrškega, ki so mu njegovi sodobniki (npr. Ulrik Lihtenštajnski) dali vzdevek »blagodarni« ("der Mild"), tj. glede na pomen takratne besede "radodarni" pomenilo pohvalo, ker je bil zelo gostoljuben in se je razdajal v času »minezengerjev«. Zdi se, da so bili Vovbržani odprta, gostoljubna, sijoča hiša in uživali na turnirjih in praznovanjih, ter imeli celo občutek za poezijo in glasbo.

### Obdobje Španheimov
Njegova mladost sega v čas, ko so izumrli Babenberžani, in ko se za njihovo dediščino in oblast nad Štajersko vname med češkim kraljem Otokarjem II. in ogrskim kraljem Bélo IV.. Na Štajerskem pa so imeli posesti tudi Vovbržani. V dokumentih ga najdemo šele po smrti očeta Viljema IV. Leta 1249. Tako ga od leta 1252 najdemo - večinoma skupaj z bratom Henrikom († 1256) do leta 1256 - kot priče v dokumentih španheimskih vojvod na Koroškem. 
V bitki pri Kressenbrunnu leta 1260, v kateri je koroški vojvoda Ulrik Koroški  kot Otokarjev sorodnik osebno prispeval pomožno vojsko, je Ulrik Vovbrški zagotovo sodeloval ob strani svojega vojvode. Kot rezultat te zmagovite bitke je Otokar osvojil Štajersko in takoj svoje cilje usmeril proti Kranjski in tudi na  Koroško.
Leta 1263 je bil Ulrik gost na poroki vojvode Ulrika po smrti njegove prve žene Neže Andeške z drugo ženo Nežo Badensko-Avstrijsko; s slednjo naj bi se sam poročil nekaj let kasneje.
Leta 1268 je bil Ulrik Vovbrški edina koroška priča izvrševanja tajne dediščinske pogodbe na Podiebradu na Češkem med Koroškim vojvodo Ulrikom in kraljem Otokarjem. V njem je vojvoda Ulrik zapustil vse svoje dežele, alode in fevde svojemu bratrancu Otokarju in razdedinil brata Filipa.

### Obdobje kralja Otokarja češkega
Po smrti koroškega vojvode  Ulrika III. leta 1269 je bil grof Ulrik Vovbrški prvi član stranke Otokarja, ko je prevzel Kranjsko in Koroško.
Od 1269 do 1270 je bil Grof Ulrik Vovbrški deželni glavar na Koroškem.
Pozimi 1270/71 je kralj Otokar poročil grofa Ulrika Vovbrškega z vdovo koroškega vojvode Ulrika, Nežo Badensko-Avstrijsko, ki se je morala odpovedati svojim babenberškim alodom in celo posestim svoje španheimske jutrnje v korist Otokarja. Grof Ulrik Vovbrški pa je moral Otokarju odstopiti tudi svojo spodnjeavstrijsko grofijo Pernegg, pa tudi mesto Drosendorf in drugo posest. V dobrem ali slabem je grof Ulrik ugriznil sladko-kislo jabolko, vendar je bil pozneje ozdravljen zaradi svojega prejšnjega gnusa do češkega kralja.
Leta 1272 je Otokar iz nepomembnih razlogov v Pragi mučil in ubil Ulrikovega prijatelja Seifried Marenberškega, ki je leta 1251 ustanovil samostan v Mahrenbergu (Radlje ob Dravi) in je vdano služil tudi Ulrikovi tašči Gertrudi.
Leta 1274 je bil Ulrik prisiljen sodelovati pri češkem maščevanju pod češko-štajerskim deželnim glavarjem Miloto iz Dieditz proti salzburškemu nadškofu Frideriku II., ki se je že podredil novemu rimsko-nemškemu kralju Rudolfu Habsburškemu, in opazovati uničevanje salzburških Brež (Friesacha).
Leta 1276 je zvezda kralja Otokarja začela ugašati. V sodelovanju s štajerskimi plemiči grofom Henrikom Pfanberškim, Friderikom Ptujskim , Wülfingom Stubenberškim, Herandom Wildonskim in drugi plemiči iz Štajerske, Koroške in Kranjske, je grof Ulrik Vovbrški organiziral srečanje plemstva teh vojvodin v cistercijanskem samostanu Rein dne 19. septembra 1276. Tam so se zbrali pod njegovim predsedstvom in prisegli, »da bodo kralju Rudolfu, izvoljenemu leta 1273, s telesom in premoženjem služili do smrti in da bodo drug drugemu stali ob strani v nevarnosti in stiski; kdor postane izdajalec, nima pravic in je preklet in njegovi cesarski fevdi bodo zaseženi«. Kmalu so Čehe dejansko pregnali.
Medtem ko je Majnhard IV. Goriški   imel v zastavi in upravljal Koroško in Kranjsko, je tudi grof Ulrik sodeloval pri reorganizaciji političnih razmer, vendar je leta 1277 na seznamu prič običajno naveden brez naslova grofa.
Od 1276 do 1278 je Ulrik začasno ostal v Voitsbergu, ki ga je Otokar dodelil njemu in ženi kot osebno lastnino, potem ko je tam že prebivala tašča Gertruda, ki pa je bila leta 1269 od tam pregnana.
Ker je kralj Otokar leta 1276 obžaloval svojo pokornost in se pripravil na novo vojno, je moral kralj Rudolf leta 1278 tudi poklicati plemiče svojih dežel. Med njimi je bil tudi grof Ulrik. V bitki na Moravskem polju avgusta 1278 je Ulrik sodeloval na strani kralja Rudolfa z 200 borci, velikim številom v primerjavi z drugimi knezi in plemiči. Otokar II. Přemysl je v bitki izgubil življenje.

### Zgodnje obdobje pod Habsburžani
Za sodelovanje s cesarjemnaj bi bil Ulrik imenovan za deželnega glavarja vojvodine Kranjske.
Leta 1279 je kralj Rudolf v Judenburgu z grofom Ulrikom in grofico Nežo podpisal pogodbo, v kateri jima je obljubil, da jim bo za izgubljeno lastnino v Perneggu in Drosendorfu plačal 6000 srebrnih mark ter njemu in njegovi ženi dal v zastavo in uživanje naslednja gospostva z gradovi: Voitsberg, Tobel, Rohrbach, Muttendorf, Premstätten, Bierbaum, kakor tudi gospostva Laško, Žaženberk, trg Žalec , Freudeneck  in Klauzenštajn. Leta 1287 je vojvoda Albreht izplačal zastavno vsoto za te posesti in z njo odkupil zastave Goriškim.
Leta 1282 je grof Ulrik Vovbrški podelil Ortolf von Kreig gradove »Eckenstein« in »Sawickthal«. Verjetno sta mišljena gradova Erkenštajn in Boštanj (Savenstein). 
Leta 1283 je grof Ulrik Vovbrški grofu Albertu Goriškemu in njegovi ženi grofici Evfemiji Ortenburški obljubil , da bo njunemu sinu Albertu III. dal za ženo eno od svojih hčera po njegovi izbiri z doto 1500 mark srebra. Kot poroki so se podpisali grof Friderik Ortenburški , Ulrik Ostrovrški , Oton Emerberški in Oton iz Weissenecka.
Leta 1284 sta grof in grofica Vovbrška pomembno prispevala  Premonstratenškega samostana v Grebinju. 
Spomladi 1286 je umrl Liutpold III. Žovneški, ki je bil mož hčerke Margarete, in je Beneditinskemu samostanu v Gornjem gradu povzročil veliko škodo. Zdaj je vdova to škodo nadomestila po pričevanju svojega očeta, ki je bil nato izvoljen za dednega advokata samostana in to izvolitev je potrdil vojvoda Albreht I. Habsburški. Friderik Ptujski, ki je do takrat imel funkcijo advokata, pa je bil odstavljen.
Leta 1288 se grad in gospostvo Žlemberk  (danes Schmirnberg) prvič omenja kot last grofa Ulrika. Pogosto se omenja njegov gradiščan Marklin (Markvard). V letih 1289 in 1290 je vojvoda Albreht I. Habsburški vodil vojne proti salzburškemu nadškofu Rudolfu in proti grofu Ivanu Gisingu. Ulrik je kot Albrechtov vazal sodeloval v teh vojnah. Leta 1291 je Ulrik moral sodelovati v vojni proti Madžarski, ki jo je ogrski kralj Andrej vodil proti vojvodi Albrechtu.

### Upor protiHabsburžanominMajnhardincem
Jeseni 1291 je vojvoda Albrecht prišel v Gradec prositi za finančno pomoč za vojno z Ogri. V zameno so Štajerci po  Georgenberški prisegi zahtevali potrditev pravice do nasledstva po ženski liniji in opustitev nadomeščanja kovanega denarja v obtoku za naslednjih pet let. Albrecht, ki mu je opat Henrik Admonstski, štajerski deželni upravitelj slabo svetoval, je obe zahtevi zavrnil in se z zamero razšel z deželnim plemstvom. Te razmere so privedle do upora plemstva oziroma zarote Deželnega zbora, v kateri naj bi imel Ulrik vodilno vlogo.
Štajerci – pod vodstvom grofa Ulrika Pfanberškega, Friderika Stubenberškega in Hartnida Wildonskega - so verjeli, da je pravi čas za vstajo. Želeli so pridobiti vojvodo Otona Bavarskega za svojega novega suverena. Frideriku Stubenberškemu je tudi uspelo pridobiti Ulrika Vovbrškega za vstajo, tako da mu je obljubil, da bo po porazu Albrechta eden od njegovih sinov postal štajerski mejni grof (to je bil verjetno štajerski Savinjski mejni grof ). 
Poveljniku vojvode Albrechta, Hermanu von Landenbergu, je februarja 1292 pred Bruckom uspelo zadržati bavarske in salzburške čete, zavezniške z uporniki, dokler vojvoda Albrecht s svojo vojsko ni mogel prihiteti čez zasneženi prelaz Semmering in sam odločiti o zadevi. Bavarci so se vrnili v domovino, vojvoda Albrecht pa je pustošil po posestih Brež in Salzburga in nato povabil štajersko plemstvo v St. Vid, kjer je Štajercem brez vprašanj potrdil vse njihove pravice; nato je odstranil opata Henrika iz uprave dežele in postavil Hartnida von Stadecka za deželnega glavarja Štajerske. Friderik Stubenberški je bil v zameno za svoje posesti Kapfenberg in Katsch pomiloščen (Gutenberg je lahko obdržal).
Štajerci so bili z rezultati zadovoljni, Ulrik Vovbrški pa ne. Dogovoril se je s Salzburškim nadškofom Konradom, podkupil gradiščana Bamberške trdnjave Grebinj Friderika Weißeneškega, da je trdnjavo zasedel in tam ustanovil svoj sedež. Nato je želel dobiti Ludvika, sina koroškega vojvode Majnharda Tirolsko-Goriškega , in ga vzeti za talca skupaj s salzburškim vicedomom za Breže, Rudolfom von Fohnsdorfom . Plan mu je uspel (julij 1292), toda Salzburg je zavaroval dragocenega talca in ju pripeljal na trdnjavo Taggenbrunn v Salzburg in kasneje v Hohenwerfen.
Vojvoda Majnhard je poslal svojega sina Otona s svojim maršalom Konradom Auffensteinskim na kazensko odpravo proti koroškim zaveznikom grofa Ulrika. Ulrik Vovbrški se je zaradi občutka zapuščenosti prijateljev zaman obračal na oglejskega patriarha Raimonda della Torreja. Ni mu preostalo drugega, kot da se je utrdil v Grebinju in zdržal. Potem ko v začetku leta 1293 po klicu na pomoč na Kranjsko ni prišel noben odziv, se je poskušal s posredniki pomiriti z vojvodo Albrechtom, vendar neuspešno.
Marca 1293 se je pred trdnjavo Grebinj pojavil njegov kranjski prijatelj Viljem Ostrovrhar, ki je Ulrika podpiral. Vojvoda Oton, ki ga je okrepil njegov brat Henrik Koroški, je proti upornikom poslal Konrada Auffensteinskega s svojo konjenico. Srečala sta se 14. marca 1293 na Vašinju (Wallersbergu) med Grebinjem in Velikovcem (Völkermarktom). Ulrikova zaveznika Viljem Ostrovrhar (Schärfenberg) in Eberhard iz St. Petra sta bila ubita, Friderik von Weißeneck je bil hudo ranjen in ujet. Ulrik Vovbrški se je smrti ali zapora skupaj z nekaterimi tovariši izognil le s hitrim begom na grad v Grebinju. Ko je vojvoda Albrecht slišal za spopad pri Vašinju, je poslal svojega deželnega kapetana Hermana von Landenberga na Koroško, da bi opustošil grofijo Vovbre. Tudi posestim v Savinski dolini ni bilo prizanešeno.
Grof Ulrik se je zdaj bal za svoje življenje in življenje svoje žene ter svojih podložnikov. V tem nujnem primeru se je obrnil na svojega sorodnika grofa Friderika Ortenburškega, ki je bil v sorodu z vojvodo Majnhardom in vojvodo Albrechtom oziroma je bil z obema v svaštvu. Ta je lahko posredoval pri poravnalni pogodbi (mirovni pogodbi) med cesarskimi knezi, salzburškim nadškofom in bavarskimi, avstrijskimi in koroškimi vojvodami, nakar je bil vojvoda Ludvik izpuščen. Grof Ulrik uradno ni bil vključen v pogodbo, vendar se je moral konec maja 1293 na Dunaju pojaviti pred vojvodo Albrechtom, ki mu je napovedal nadaljnjo usodo: Ulrik mu je moral v zastavo odstopiti vse svoje gradove, znova in takoj obljubiti svojo zvestobo vojvodi iti v hišni pripor z ženo na Dunajskem Novem mestu. Na leto je kot preživnino prejemal 1000 dunajskih fenigov.
Grofica Neža (Agnes) je le kratek čas preživela v izgnanstvu, umrla je leta 1295 v starosti 44 let. Grof Ulrik je bil zdaj zlomljen mož. Po dveh letih zapora se je lahko vrnil na Koroško. Kasneje najdemo v njegovi lasti ali v lasti njegovih otrok: Pliberk (Bleiburg), Guštanj (Gutenstein), Rebrca (Rechberg), Železna Kaplja (Kappel), Vovbre (Heunburg), Spodnje Trušnje (Niedertrixen), Mannsberg in Dravograd (Drauburg) na Koroškem, Celje, Mozirje (Prassberg), Šoštanj (Schönstein), Forhteneck (pri Šoštanju), Turn, Žlemberk (Smielenburg) na Spodnjem Štajerskem, Offenburg, posesti na Zgornjem Štajerskem in Suha (zahodno od Kranja) in Lesce na Kranjskem. V nasprotju s tem je Žebnik (Siebeneck) (blizu Radeč na Spodnjem Kranjskem) ostal v posesti Habsburžanov.

### Starost
Leta 1299 je grof Ulrik Vovbrški posredoval v sporu med vojvodo Rudolfom I. Češkim, najstarejšim sinom kralja Albrechta (od leta 1298), in Henrikom von Wildhausom glede gradu Mautenberg. Leta 1304 je grof Ulrik skupaj z vojvodo Rudolfom sodeloval v pohodu proti češkemu kralju Vencel III. Češki. Leta 1306 so grof Ulrik Vovbrški in njegov zet svobodnjak Ulrik II. Žovneški in številni koroški plemiči spremljali koroškega vojvodo Henrika Koroškega na njegovo poroko v Prago. Leto smrti grofa Ulrika naj bi bilo 1308; pokopan pa ni v družinski grobnici v samostanu v Gornjem gradu ampak v Grebinju v Grebinjskem Kloštru.

## Potomci
Ulrik je bil poročen z Nežo († 1295), hčerko mejnega grofa Badenskega Hermana Badenskega in  Gertrude Babenberške; v zakonu so se jima rodili naslednji otroci:
- Friderik († 1316/17), odvetnik (Vogt)  Beneditinskemu samostanu v Gornjem gradu, ∞ Adelajda († 1312–1317), ?hči Konrada  Auffensteinskega
- Herman († 1322, Izumrtje rodbine), ∞ Elizabeta, hči Albert III. Goriški
- Margareta († 8. december 1308), ∞ I. Liutpold III. Žovneški († 1286), ∞ II. ∞ 2) 1288 Ulrik IV. Pfanberški († 1311/18)
- Elizabeta († po 1357 brez otrok) ∞ 1) Herman Pfanberški, ∞ 2) po 1297 Henrik von Hohenlohe († po 1327)
- Katarina († po 1315), ∞ Ulrik II. Žovneški († med 1314 in 1318)